# Борн, Фридрих
Фридрих Борн (10 июня 1903 — 14 января 1963) — швейцарский представитель Международного Красного Креста (МКК) в Будапеште, Венгрия с мая 1944 по январь 1945 года. Праведник мира.

## Биография
Фридрих Борн родился 10 июня 1903 года в Лангентале в семье Иоганна Борна. Окончив школу, он сначала выучился на механика, а затем прошел коммерческое обучение. Затем он работал в Лозанне и Антверпене , а также в импортной компании в Цюрихе . В 1936 году ему поручили вести бизнес по импорту зерна в Будапеште . До того, как он начал работать в МККК, он работал в Швейцарском центре содействия торговле, также в Будапеште. Борн был женат на Марии Заугг.
К моменту назначения на должность в МКК он уже жил в Будапеште и был торговцем. Первоначально Фридрих Борн приехал в этот город в качестве члена Швейцарского федерального департамента внешней торговли. Вскоре он узнал о депортации венгерских евреев. Он нанял 3000 из них для работы в своих офисах и объявил несколько зданий находящимися под защитой МКК. Также ему удалось раздать около 15 000 экземпляров защитных документов.
Считается, что в Будапеште Фридрих Борн спас от 11 000 до 15 000 евреев. Он вынужден был покинуть город, повинуясь указаниям представителей Красной Армии, оккупировавшей Будапешт.
9 сентября 1945 года Фридрих Борн уволился из МКК и вернулся к обычной жизни. Через двадцать четыре года после его смерти, в 1987, Яд ва-Шем признал его праведником народов мира. Кроме него таковыми были признаны всего два сотрудника МКК — Рёсли Неф и Вальдемар Ланглет.

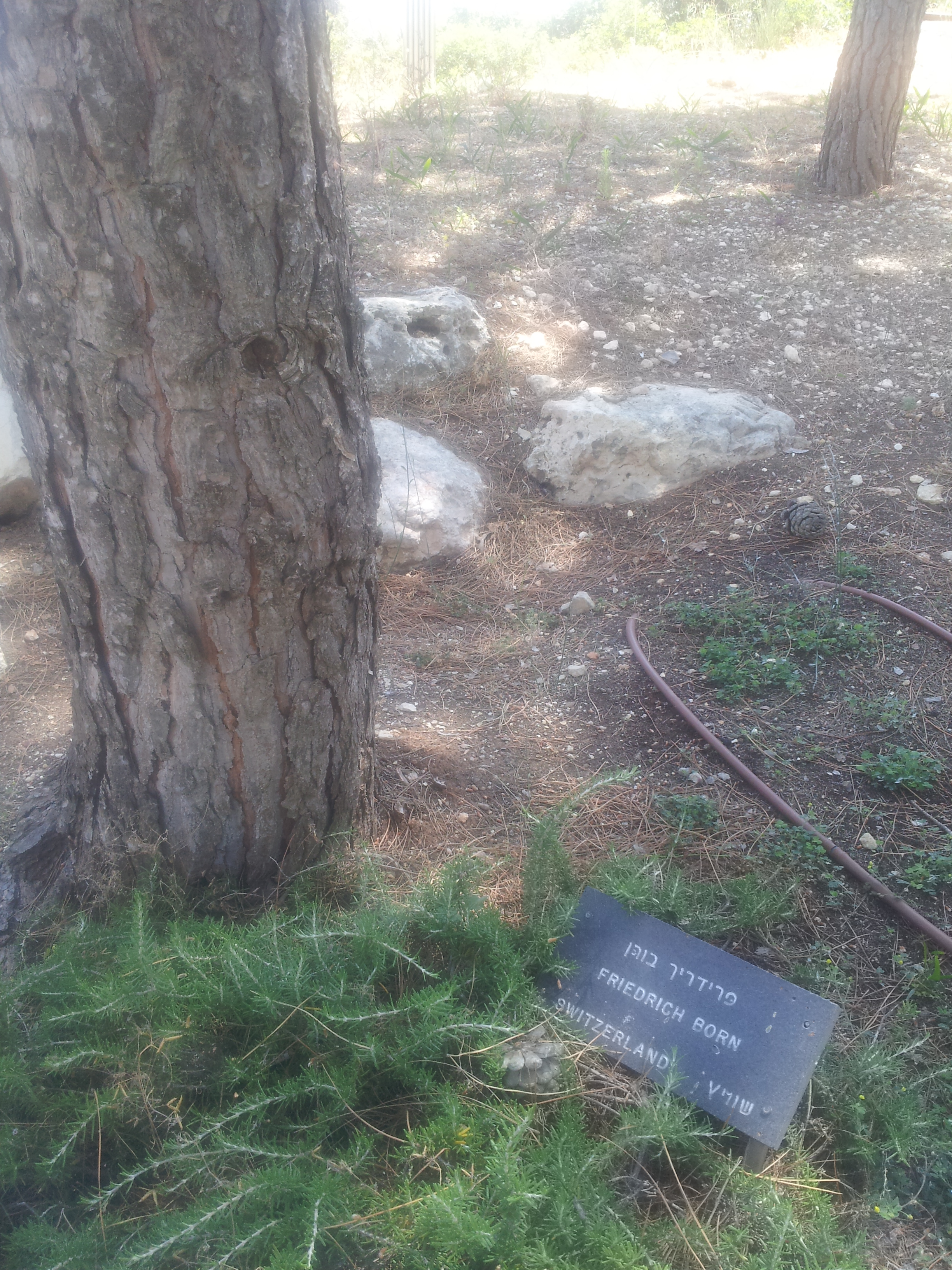
Дерево, посаженное в честь Фридриха Борна в Яд ва-Шем